# Swoons
Die Swoons (engl.= Ohnmachtsanfälle) waren eine Punkrock-Band aus Wolfhagen (Hessen). Der Sound war gekennzeichnet von schnellen englisch- und deutschsprachigen melodiösen Punk-Songs.

## Geschichte
Die erste CD der Swoons erschien zwei Jahre nach der Bandgründung 1992. Klaus is dead war dem ein Jahr zuvor verstorbenen Schauspieler Klaus Kinski gewidmet und enthielt elf Stücke, die mit einfachsten musikalischen Mitteln produziert wurden.
Der Radio-DJ John Peel spielte mehrere Songs des Debütalbums in seiner Radiosendung des britischen Militärsender BFBS. Swoons wurde dadurch überregional bekannt.
1994 sang die Band erstmals Songs in deutscher Sprache. In den kommenden zehn Jahren gab es zahlreiche Umbesetzungen. 1996 gaben die Swoons ein Konzert in der Fernsehsendung Absolut Live von Radio Bremen. Mit dem Ausscheiden der prägenden Sängerin Tina 1997 wurde eine Tournee mit 22 Auftritten kurzfristig abgesagt.
Mitglieder der Swoons spielten auch bei den Popzillas, den Lost Lyrics und Schüssler Dü. Stefan Becker, Sänger und Kopf der Swoons, ist heute bei der Frankfurter Band The Swipes aktiv.
Zu ihren Förderern gehörte unter anderem die Eschweger Punkgruppe The Bates.

## Diskografie
- 1992: We Are Exactly What You Want (EP, Incognito Records)
- 1992: Klaus is dead (Langstrumpf Records)
- 1993: bABBAlgum (EP, Langstrumpf Records)
- 1994: Sicher gibt es schlechtere Platten, doch diese ist die unsere! (Maxi-CD, Nasty Vinyl)
- 1994: Sonic Baby (Langstrumpf Records)
- 1995: Party Time Lover (EP, Last Resort Records/USA)
- 1996: Klein & Faul (Hulk Räckorz)
- 1996: You Ass. Ey! (Last Resort Records)
- 1997: Hart aber herzlich (Hulk Räckorz)
- 1997: Japanese Killer Drops (1 + 2 Records/Japan)
- 1998: Laut & lästig (Maxi-CD, Hulk Räckorz)
- 1999: Magnetsignale aus dem Nichts (Vitaminepillen Records)
- 1999: Mach mal das Licht an! (EP, Mad Butcher Records)
- 2005: Something Different (Mad Butcher Records)